# ならず者 (1964年の映画)
『ならず者 』（ならずもの）は、1964年4月5日に公開された映画。監督は石井輝男、主演は高倉健。製作は東映。

## 概要
主人公の殺し屋に高倉が扮する他、丹波哲郎、杉浦直樹、江原真二郎、加賀まりこ、三原葉子、南田洋子、赤木春恵といった多彩な演技陣が結集。香港、マカオで一大ロケーションを敢行しての、壮大なスケールで描いたギャング映画。名匠･石井輝男監督が存分に腕を振るい、名手・林七郎の撮影も香港の街での対決シーンをはじめ名場面を生んだ。
本作はジョン・ウー監督の「狼〜男たちの挽歌・最終章」にも多大な影響を与えたことでも知られている。

## あらすじ
殺しの依頼を受けた南条は、香港へ飛び標的を射殺。ところが、ホテルに帰った南条を待っていたのは、女の死体だった。裏切りを知った南条は、麻薬ルートを手掛かりに、依頼主を探そうとするが、その前に様々な妨害が立ち塞がる。復讐を誓った殺し屋と、裏切りと陰謀に血塗られたギャング組織が凄まじくぶつかり合う。

## スタッフ
- 企画：関政次郎、片桐譲
- 監督:石井輝男
- 脚本:石井輝男
- 撮影：林七郎
- 美術：藤田博
- 照明：川崎保之丞
- 音楽：八木正生
- 録音：広上益弘
- スクリプター／記録：丸川忠士
- 編集：鈴木寛
- 制作プロダクション:東映東京撮影所
- 製作・配給:東映

## 出演者
- 南条：高倉健
- 蒋：丹波哲郎
- 広上：杉浦直樹
- ヤン：江原真二郎
- 毛：安部徹
- 周：鹿内孝
- 俊坊：今井健二
- 明蘭：三原葉子
- 小紅：高見理紗
- 安富秋子：南田洋子
- マリ：加賀まりこ
- 千田：高城丈二
- 酒店の老姿：赤木春恵